# Petalotruncana
Petalotruncana es un género de foraminífero planctónico de la subfamilia Globotruncaninae, de la familia Globotruncanidae, de la superfamilia Globotruncanoidea, del suborden Globigerinina y del orden Globigerinida. Su especie tipo es Rugoglobigerina petaloidea. Su rango cronoestratigráfico abarca el Maastrichtiense (Cretácico superior).

## Descripción
Petalotruncana incluía especies con conchas trocoespiraladas comprimidas, de forma planoconvexa a cóncavoconvexa; sus cámaras eran inicialmente subglobulares y finalmente petaloideas, subtrapezoidales en el lado espiral; sus suturas intercamerales eran rectas e incididas; su contorno era subcuadrado a subpoligonal, y lobulado (petaloidea); su periferia era truncada a angulosa, con una banda imperforada o una verdadera carena consistente en unión de pústulas en la periferia (muricocarena); su abertura principal era interiomarginal, umbilical, con el área umbilical protegida por un pórtico; los pórticos de las cámaras precedente quedan relictos; presentaban pared calcítica hialina, perforada con poros cilíndricos, y superficie pustulosa (muricada).

## Discusión
Algunos autores consideran que Petalotruncana es un sinónimo subjetivo posterior de Globotruncanella. Clasificaciones posteriores incluirían Petalotruncana en la superfamilia Globigerinoidea.

## Paleoecología
Petalotruncana, como Globotruncanella, incluía especies con un modo de vida planctónico, de distribución latitudinal cosmopolita, y habitantes pelágicos de aguas superficiales e intermedias (medio epipelágico a mesopelágico superior).

## Clasificación
Petalotruncana incluye la siguiente especie:
- Petalotruncana petaloidea †